# Риветхед
Риветхед, или просто ри́вет (от англ. rivethead — клёпаная голова) — молодёжная субкультура, образовавшаяся в США в конце 1980-х — начале 1990-х в среде поклонников музыки в жанре индастриал. В русскоязычных странах их чаще называют индустриальщиками или индустриалистами.

## История
Индустриальная субкультура появилась примерно в начале 1990-х годов в США. Развитие индустриальной музыки и возникновение термина «Индустриальная музыка» в 1974-м не привело к появлению определённого направления в музыкальной культуре. Однако у данного музыкального жанра появились свои поклонники, склонные к тем идеям, которые продвигали артисты. Термин «Риветхед» произошёл от английского словосочетания Rosie the Riveter (с англ. — «Клепальщица Роузи»), олицетворявшего американских женщин, на заводах изготовлявших машины во время Второй мировой войны. Слово «Риветхед» вскоре нашло применение среди рабочих сборочных конвейеров. В 1990-м вышла книга Бена Хампера Rivethead: Tales From the Assembly Line. Автор посвятил своё произведение описанию рабочих будней на одном из заводов. После данной публикации прозвище «Риветхед» распространилось среди широких масс. В музыкальном мире данный термин получил первоначальную известность у любителей Iron Maiden в 1980-х. В начале 1990-х лейбл Re-Constriction Records во главе с Чейзом (Chase) выпускал сборники постиндустриальной музыки на дисках под импринтом If It Moves…. Один из сборников, вышедших в 1992-м, назывался Rivet Head Culture. Помимо этого диска, в 1993-м году группа Chemlab выпустила альбом Burn Out at the Hydrogen Bar с песней под названием «Rivet head». В итоге фанаты индустриальной музыки были названы риветхедами.

## Индустриальная музыка
Большинство современных риветов слушают постиндастриал. Но это направление не является основным. Есть также любители «старой школы индастриала», которые не признают постстили, а слушают лишь группы 1974—1981 годов (в первую очередь Throbbing Gristle, Cabaret Voltaire, а также их последователей) или современных исполнителей, которые придерживаются той же «олдскульной» тематики и ритмов (такие риветхеды являются самыми агрессивными). Некоторые постиндустриальные стили: EBM, электро-индастриал (Elektro), аггротек, пауэр-нойз, аггро-индастриал, маршал-индастриал, дарк-фолк, дарк-эмбиент, пауэр-электроникс, дет-индастриал, нойз. Близкие к постиндастриалу стили, популярные у риветхедов: синти-поп, фьючепоп, IDM, эмбиент.

## Риветхеды и готы
В некоторых источниках утверждается, что риветхеды являются неким подобием кибер-готов. Хотя рассвет этих движений приходится примерно на одно и то же время, риветхеды являются более агрессивной субкультурой, в отличие от готов, как во внешнем, так и во внутреннем плане. У риветхедов в одежде преобладает стиль «милитари», а у киберготов — латекс, различная клубная атрибутика, микросхемы, готический грим, обилие ярких неоновых цветов. В музыкальном плане риветхеды являются менее клубной субкультурой, которая не ограничена своими музыкальными предпочтениями в индустриальной музыке.
Существует мнение, что риветхеды и киберготы — это одна и та же субкультура. Одни разделяют эту точку зрения, другие всячески опровергают, доказывая, что эти движения никак не являются одним и тем же.
Стоит отметить, что риветхеды в США ставят себя в противовес готической субкультуре, в Европе в большинстве своём являются её частью, а в России только пытаются отделиться от неё. Связано это, видимо, с большим присутствием на российской и европейской сцене большого количества групп, играющих в направлениях синти-готика и киберготика. Такие группы являются неким мостиком между постиндастриалом и готикой, связывая две эти культуры.

## Индустриальный туризм
Основными объектами риветских вылазок становятся старые заброшенные заводы, фабрики, разрушенные здания и так далее. Однако будет неправильным считать, что посещение подобных объектов является главным увлечением представителей субкультуры.

## Эстетика
Риветхеды ищут красоту и положительные эмоции там, где остальные видят только разрушение, страдание и смерть. Для понимания субкультуры необходимо ознакомиться с дадаизмом, сюрреализмом и футуризмом.
Риветхеды интересуются технологиями и их использованием человеком. Многие интересуются литературой в стиле киберпанк и литературой антиутопической направленности, видят в будущем дистопию. Им свойствен элитизм, милитаризм.

## Внешний вид
В моде у риветхедов:
- Футболки с логотипами индустриальных групп, майки, чёрные кожаные куртки, бомберы.
- Камуфляжные штаны, милитари-шорты, чёрные штаны и т. д.
- Армейские ботинки, тяжелые ботинки, «гады», «берцы» — Dr. Martens, Grinders, Steel, Getta Grip, Camelot, New Rock, Demonia, Garsing и др.
- Пирсинг, татуировки.
- Причёски варьируются от полностью выбритой головы до ирокезов, дредлоков и т. д.
- Аксессуары: защитные очки сварщика (гогглы), чёрные солнцезащитные очки, цепи, противогазы, респираторы, различные индустриальные элементы: заклёпки, гвозди.
- Символика: символ радиоактивности, символ biohazard, молнии, череп с костями и прочие индустриальные символы опасности.
- Некоторые риветхеды — любители индастриала 1974—1981 годов предпочитают в одежде стиль простых заводских рабочих.
- Женская мода сильно варьируется от агрессивной сексуальности (короткие юбки и шорты, топы, кэтсьюты, фетиш-обувь на высоком каблуке и платформе) до брутального маскулинного образа, нередко под влиянием скинхедов и панков[источник не указан 1951 день].

На моду риветхедов оказали влияние такие фильмы, как «Безумный Макс», «Судья Дредд», «Бегущий по лезвию» и тому подобные, а также образы героев произведений в жанре киберпанк, к примеру «Сожжение Хром» и «Нейромантик» Уильяма Гибсона, сочетающих неформальный стиль с разнообразными гаджетами без лоска.